# Історія міст і сіл Української РСР
Історія міст і сіл Української РСР — енциклопедичне видання про історію міст та сіл України, що складається з 26 томів.

## Історія
29 травня 1962 року була підписана постанова ЦК КПУ № 16 / 18-3 «Про видання „Історії міст і сіл Української РСР“».
Це перша фундаментальна історична праця, кожний том якої висвітлював історію населених пунктів окремих областей України, а їх на той час налічувалося майже 40 тисяч.
Важливе місце у збиранні матеріалів для написання нарисів про міста і села належить обласним державним архівам, музеям, краєзнавчим науково-дослідним установам. Неабияку роль в цьому зіграли і наукові бібліотеки, де найбільш повно зосереджено краєзнавчу літературу. Очолювала цю роботу Державна історична бібліотека України, яка спільно з Інститутом історії АН України розробила методичні рекомендації щодо організації роботи обласних бібліотек з надання допомоги авторам «Історії міст і сіл…» (та літературу), роботу архівістів очолював на міністерському рівні О. Г. Мітюков.
Історіографія історії України містить значну кількість робіт, присвячених написанню фундаментальної колективної праці. Дослідники історії створення енциклопедичного довідника «Історії міст і сіл Української РСР» збагатили вітчизняну історіографічну спадщину студіями, які розкривають структуру, функціонування Головної редакційної колегії видання (головний редактор — П. Т. Тронько), результати та значення співпраці науковців і громадськості.
Видання «Історії міст і сіл Української РСР» також було здійснено і російською мовою.
Сьогодні стоїть питання про перевидання «Історії міст і сіл Української РСР» у новій редакції (із змінами та доповненнями). Роботу з підготовки видання до друку покладено на Національну спілку краєзнавців України.

## Нагороди
Видання було відзначено Державною премією СРСР в галузі науки у 1976 році.

## Аналоги
Такими є праці Філарета (Гумілевського), присвячені Харківській і Чернігівській єпархіям, Едварда Руліковського та Лаврентія Похилевича, присвячені Київській губернії, що побачили світ у XIX ст.

## Критика
Видання має суттєві вади, які унеможливлюють його використання як джерело знань у наш час. Текст, особливо присвячений радянському періоду, надмірно заідеологізований. Існування системи історіографічних заборон зумовило те, що не розкрита низка важливих тем, таких як Українська революція (1917–21), Голодомор (1932–33), Великий терор (1937–38), сталінські депортації народів тощо. Матеріал викладений нерівномірно: виразно домінує доба після 1917, чиє висвітлення зводиться до переліку трудових досягнень, героїчних подвигів та ворожих злочинів.
У проекті є хиби й неточності, зумовлені як об'єктивними чинниками — відсутністю чи закритістю архівних джерел, перейменуванням надалі багатьох адміністративних одиниць, так і суб'єктивними: через особисті інтереси, а також непідготовленість редакторів та авторів статей, передусім, з історії сіл. Також, зважаючи на результати новітніх досліджень, потребують перегляду «канонізовані» виданням дати заснувань певних населених пунктів. Зокрема, велика кількість сіл просто відсутня, особливо, якщо вони мали однакові назви з населеними пунктами розташованими в інших областях.
Усвідомлюючи як недоліки видання, так і велетенський масив інформації, введений в обіг, П. Тронько починаючи з кінця 1980-х — початку 1990-х рр. активно просував ідею перевидання багатотомника з урахуванням усієї актуальної інформації і зміни підходів. 2002 вийшла постанова Кабінету Міністрів України з дорученням відповідним міністерствам і відомствам внести пропозиції з видання багатотомної «Історії міст і сіл України». Смерть П. Тронька (2011), рушійної сили проекту, і брак фінансування зупинили реалізацію цих планів.
Ю. А. Мицик писав, що в «Історії міст і сіл Української РСР» відзначено традиційну (свідому чи несвідому) фальсифікацію історії міст і сіл України, типову для російської та радянської історіографії. Як правило, українські міста й села штучно «омолоджували», прагнучи довести в такий спосіб, що вони у своїй більшості виникають вже в ті часи, коли Україна була під пануванням Московської держави. Ю. А. Мицик навів низку прикладів з датами виникнення українських населених пунктів, які насправді є старішими.

## Томи

### Видання українською мовою
Головна редакційна колегія: Тронько П. Т. (голова головної редколегії), Бажан М. П., Білогуров М. К., Білодід І. К., Гудзенко П. П., Дерев'янкін Т. І., Компанієць І. І. (заступник голови головної редколегії), Кондуфор Ю. Ю., Королівський С. М., Мітюков О. Г., Назаренко І. Д., Овчаренко П. М., Пількевич С. Д., Ремезовський Й. Д., Скаба А. Д. (заступник голови головної редколегії), Слабєєв І. С. (відповідальний секретар головної редколегії), Цілуйко К. К., Шевченко Ф. П.
1. Історія міст і сіл Української РСР: Київ. — К.: Головна редакція УРЕ АН УРСР, 1968.
2. Історія міст і сіл Української РСР: Вінницька область. — К.: Головна редакція УРЕ АН УРСР, 1972. — 630 с.
3. Історія міст і сіл Української РСР. Волинська область. — К.: Головна редакція УРЕ АН УРСР, 1970. — 745 с.
4. Історія міст і сіл Української РСР. Дніпропетровська область. — К.: Головна редакція УРЕ АН УРСР, 1969. — 959 с.
5. Історія міст і сіл Української РСР. Донецька область. — К.: Головна редакція УРЕ АН УРСР, 1970. — 992 с.
6. Історія міст і сіл Української РСР. Житомирська область. — К.: Головна редакція УРЕ АН УРСР, 1973. — 727 с.
7. Історія міст і сіл Української РСР. Закарпатська область. — К.: Головна редакція УРЕ АН УРСР.
8. Історія міст і сіл Української РСР. Запорізька область. — К.: Головна редакція УРЕ АН УРСР, 1970. — 765 с.
9. Історія міст і сіл Української РСР. Івано-Франківська область. — К.: Головна редакція УРЕ АН УРСР, 1971. — 639 с.
10. Історія міст і сіл Української РСР. Київська область / Ф. М. Рудич (голова ред. колегії) та ін. — К.: Головна редакція УРЕ, 1971. — 792 с.
11. Історія міст і сіл Української РСР. Кіровоградська область. — К.: Головна редакція УРЕ АН УРСР, 1972. — 816 с.
12. Історія міст і сіл Української РСР. Кримська область. — К.: Головна редакція УРЕ АН УРСР, 1971. — 803 с.
13. Історія міст і сіл Української РСР. Луганська область. — К.: Головна редакція УРЕ АН УРСР, 1968. — 939 с.
14. Історія міст і сіл Української РСР. Львівська область. — К.: Головна редакція УРЕ АН УРСР, 1968. — 980 с.
Редакційна колегія тому: Маланчук В. Ю. (гол. редкол.), Гнидюк М. Я., Дудикевич Б. К., Івасюта М. К., Крип'якевич I. П., Огоновський В. П., Олексюк М. М., Пастер П. I. (відп. секр. редкол.), Сісецький А. Г., Смішко М. Ю., Челак П. П., Чугайов В. П.
15. Історія міст і сіл Української РСР. Миколаївська область. — К.: Головна редакція УРЕ АН УРСР, 1971. — 772 с.
Редакційна колегія тому: Васильєв В. О. (голова редколегії), Агєєв Ю. М., Антоненко В. Й, Бородатий В. П., Бриль К. М., Гостєв І. О., Гусєва А. Й., Журавель А. Л., Кравченко М. В., Куляс П. П., Курносов Ю. О., Людковський Ш. С., Мущинський П. Д., Нем'ятий В. М. (заступник голови редколегії), Сірош А. І., Шараєв Л. Г., Шарафанов М. Г., Яркін М. П. (відповідальний секретар редколегії).
16. Історія міст і сіл Української РСР. Одеська область. — К.: Головна редакція УРЕ АН УРСР, 1969. — 911 с.
17. Історія міст і сіл Української РСР. Полтавська область. — К.: Головна редакція УРЕ АН УРСР, 1967. — 1028 с.
18. Історія міст і сіл Української РСР. Ровенська область. — К.: Головна редакція УРЕ АН УРСР, 1973.
19. Історія міст і сіл Української РСР. Сумська область. — К.: Головна редакція УРЕ АН УРСР, 1967. — 695 с.
20. Історія міст і сіл Української РСР. Тернопільська область. — К.: Головна редакція УРЕ АН УРСР, 1973. — 638 с.
21. Історія міст і сіл Української РСР. Харківська область. — К: Головна редакція УРЕ АН УРСР, 1966. — 1086 с.
22. Історія міст і сіл Української РСР. Херсонська область. — К.: Головна редакція УРЕ АН УРСР, 1971.
Редакційна колегія тому: О. Є. Касьяненко (голова редколегії), М. М. Авдальян, П. М. Балковий, П. Є. Богданов, О. С. Ведмідь (заступник голови редколегії), П. Г. Власенко (відповідальний секретар редколегії), І. І. Гайдай, М. Й. Давидов, М. А. Даниленко (заступник голови редколегії), А. П. Дяченко, О. І. Катушкіна, П. П. Кир'ян, О. Н. Корольова, М. Ф. Лисенко, І. Д. Ратнер, І. Х. Рой, П. Т. Цвелих.
23. Історія міст і сіл Української РСР. Хмельницька область. — К.: Головна редакція УРЕ АН УРСР, 1971. — 707 с.
24. Історія міст і сіл Української РСР. Черкаська область. — К.: Головна редакція УРЕ АН УРСР, 1972. — 788 с.
Редакційна колегія тому: Стешенко О. Л. (голова редколегії), Гольцев Є. М., Горкун А. І., Дудник О. М., Зайцев М. С., Звєрєв С. М., Зудіна Г. М., Коваленко В. Я., Кузнецов С. М., Курносов Ю. О., Непийвода Ф. М., Степаненко А. О., Тканко О. В. (заступник голови редколегії), Храбан Г. Ю., Червінський О. А. (відповідальний секретар редколегії), Шпак В. Т.
25. Історія міст і сіл Української РСР. Чернігівська область. — К.: Головна редакція УРЕ АН УРСР, 1972. — 697 с.
26. Історія міст і сіл Української РСР. Чернівецька область. — К.: Головна редакція УРЕ АН УРСР, 1969. — 706 с.

### Видання російською мовою
1. История городов и сел Украинской ССР: Киев. — Ин.-т истории АН УССР — К.: Глав.ред. Украинской Сов. Энциклопедии, 1982.
2. История городов и сел Украинской ССР: Ворошиловградская область. — Ин.-т истории АН УССР — К.: Глав.ред. Украинской Сов. Энциклопедии, 1976. — 727 с.
3. История городов и сел Украинской ССР: Днепропетровская область. — Ин.-т истории АН УССР — К.: Глав.ред. Украинской Сов. Энциклопедии, 1977. — 838 с.
4. История городов и сел Украинской ССР: Донецкая область. — Ин.-т истории АН УССР — К.: Глав.ред. Украинской Сов. Энциклопедии, 1976. — 811 с.
5. История городов и сел Украинской ССР: Закарпатская область. — Ин.-т истории АН УССР — К.: Глав.ред Украинской Сов. Энциклопедии, 1982. — 611 с.
6. История городов и сел Украинской ССР: Запорожская область. — Ин.-т истории АН УССР — К.: Глав.ред. Украинской Сов. Энциклопедии, 1981. — 726 с.
7. История городов и сел Украинской ССР: Крымская область. — Ин.-т истории АН УССР — К.: Глав.ред. Украинской Сов. Энциклопедии, 1974. — 624 с.
8. История городов и сел Украинской ССР: Львовская область. — Ин.-т истории АН УССР — К.: Глав.ред. Украинской Сов. Энциклопедии, 1978. — 795 с.
9. История городов и сел Украинской ССР: Николаевская область. — Ин.-т истории АН УССР — К.: Глав.ред. Украинской Сов. Энциклопедии, 1981. — 710 с.
10. История городов и сел Украинской ССР: Одесская область. — Ин.-т истории АН УССР — К.: Глав.ред. Украинской Сов. Энциклопедии, 1978. — 866 с.
11. История городов и сел Украинской ССР: Сумская область. — Ин.-т истории АН УССР — К.: Глав.ред. Украинской Сов. Энциклопедии, 1980. — 698 с.
12. История городов и сел Украинской ССР: Харьковская область. — Ин.-т истории АН УССР — К.: Глав.ред. Украинской Сов. Энциклопедии, 1976. — 722 с.
13. История городов и сел Украинской ССР: Херсонская область. — Ин.-т истории АН УССР — К.: Глав.ред. Украинской Сов. Энциклопедии, 1983. — 667 с.
14. История городов и сел Украинской ССР: Черниговская область. — Ин.-т истории АН УССР — К.: Глав.ред. Украинской Сов. Энциклопедии, 1983. — 814 с.